# Il gigante di Metropolis
Il gigante di Metropolis è un film del 1961, diretto da Umberto Scarpelli.

## Trama
20.000 a.C. Yotar è il re della città di Metropolis, l'uomo è crudele e sanguinario tanto che vuole rendere il figlio più saggio di tutti facendogli trapiantare il cervello di un dotto.

## Distribuzione
Il film è entrato nel pubblico dominio negli Stati Uniti.

## Critica
(Fantafilm)